# 강진 충정사
충정사는 대한민국 전라남도 강진군 작천면 용상리에 있다. 2004년 11월 1일 강진군의 향토문화유산 제13호로 지정되었다.

## 개요
1916년 문인과 유림들이 사우건립 발의후 중수하였다. 전라병영성 초대 병마절도사인 마천목 장군외 2분을 향사하고 있다.

## 같이 보기
- 마천목